# ال تامبو (کائوکا)
ال تامبو (کائوکا) (به اسپانیایی: El Tambo, Cauca) یک سکونتگاه مسکونی در کلمبیا است که در بخش کائوکا واقع شده‌است.